# الناحية المركزية (مقاطعة بستان أباد)
الناحية المركزية لمقاطعة درمیان (بالفارسية: بخش مرکزی شهرستان بستان‌آباد) هي ناحية في مقاطعة بستان أباد التابعة لمحافظة أذربيجان الشرقية في إيران. في تعداد عام 2006م، كان عدد سكانها 69,504 نسمة في 15,311 أسرة. يوجد في الناحية مدينة واحدة: بستان آباد ويوجد فيها خمسة أقسام ريفية: قسم مهرانرود الجنوبي وقسم مهر أنرود المرکزي وقسم قوريغل وقسم شبلي وقسم أوجان الغربي.